# Distrito de Bijapur (Chhattisgarh)
Bijapur (en Hindi: बीजापुर जिला), anteriormente conocido como Birjapur (Urdu: برجاپور), uno de los 27 distritos del estado de Chhattisgarh, en el centro de la India. Su centro administrativo es la ciudad de Bijapur.
Bijapur es uno de los dos nuevos distritos creados el 11 de mayo de 2007. A partir de 2011, es el segundo menos poblado del estado de Chhattisgarh, después de Narayanpur. Por otra parte, tiene la dudosa distinción de ser el segundo distrito de menos lectura y escritura en la India en el 41,58%, según el censo de 2011, después de Alirajpur, Madhya Pradesh.